# Anchoa tricolor
Anchoa tricolor is een straalvinnige vis uit de familie van de ansjovissen (Engraulidae), orde van haringachtigen (Clupeiformes). De vis kan een lengte bereiken van 11 centimeter.

## Leefomgeving
De soort komt in zeewater en brak water voor in subtropische wateren in de Atlantische Oceaan.

## Relatie tot de mens
Anchoa tricolor is voor de visserij van beperkt commercieel belang. In de hengelsport wordt er weinig op de vis gejaagd.